# Lilly Kaden
Lilly Kaden (* 6. September 2001) ist eine auf den Sprint spezialisierte deutsche Leichtathletin. Sie gewann bei den U23-Europameisterschaften 2021 Gold im 100-Meter-Lauf und mit der 4x100-m-Staffel.

## Biografie
Lilly Kaden kommt aus Winterbach in Baden-Württemberg, wo sie mit 7 Jahren beim VfL Winterbach mit der Leichtathletik begann. Ihr Großvater Paul Ivanfi war Hochspringer. Sie startete später für die Leichtathletikabteilung des FC Schalke 04. Nachdem ihr dortiger Cheftrainer Timo Krampen jedoch 2020 den Beruf wechselte, schloss sie sich der LG Olympia Dortmund mit den Trainern Thomas Kremer und Thomas Czarnetzki an. Sie studiert an der Westfälischen Hochschule Gelsenkirchen Bocholt Recklinghausen in Gelsenkirchen.
Im Juli 2021 gewann sie Doppelgold bei den U23-Europameisterschaften 2021 in Tallinn beim 100-Meter-Lauf und mit der 4x100-m-Staffel. Im August war sie zu Gast in dem Lokalprogramm Lokalzeit aus Dortmund im Westdeutschen Rundfunk (WDR).
Bei der Sparkassen Gala in Regensburg verletzte sie sich 2022. Trotz einer teilweisen Genesung und des Erreichens der Qualifikationsnorm verpasste sie dadurch die Weltmeisterschaften 2022.
Bei den U23-Europameisterschaften 2023 in Espoo trat sie erneut im 100-Meter-Lauf und mit der 4x100-m-Staffel an, kam jedoch nicht über das Halbfinale im Einzel hinaus. Mit der Staffel wurde sie Vierte.

## Statistik

### Persönliche Bestleistungen
| Disziplin | Leistung           | Wettkampf                          | Ort               | Datum        |
| --------- | ------------------ | ---------------------------------- | ----------------- | ------------ |
| 100 m     | 11,28 s (+1,3 m/s) | U23-Europameisterschaften 2021     | Tallinn           | 8. Juli 2021 |
| 200 m     | 23,21 (+0,6 m/s)   | PURE Athletics Global Invitational | Clermont, Florida | 1. Mai 2022  |